# Tambo Inga
Tambo Inga es un sitio arqueológico ubicado en el distrito de Puente Piedra, en la ciudad de Lima, capital del Perú. Fue un centro administrativo inca, que en 2007 fue declarado Patrimonio Cultural de la Nación. La huaca se edificó entre 1475 y 1480, durante el periodo de gobierno de Túpac Yupanqui. El sitio arqueológico es vulnerable a atentados y foco de basura.

## Ubicación geográfica

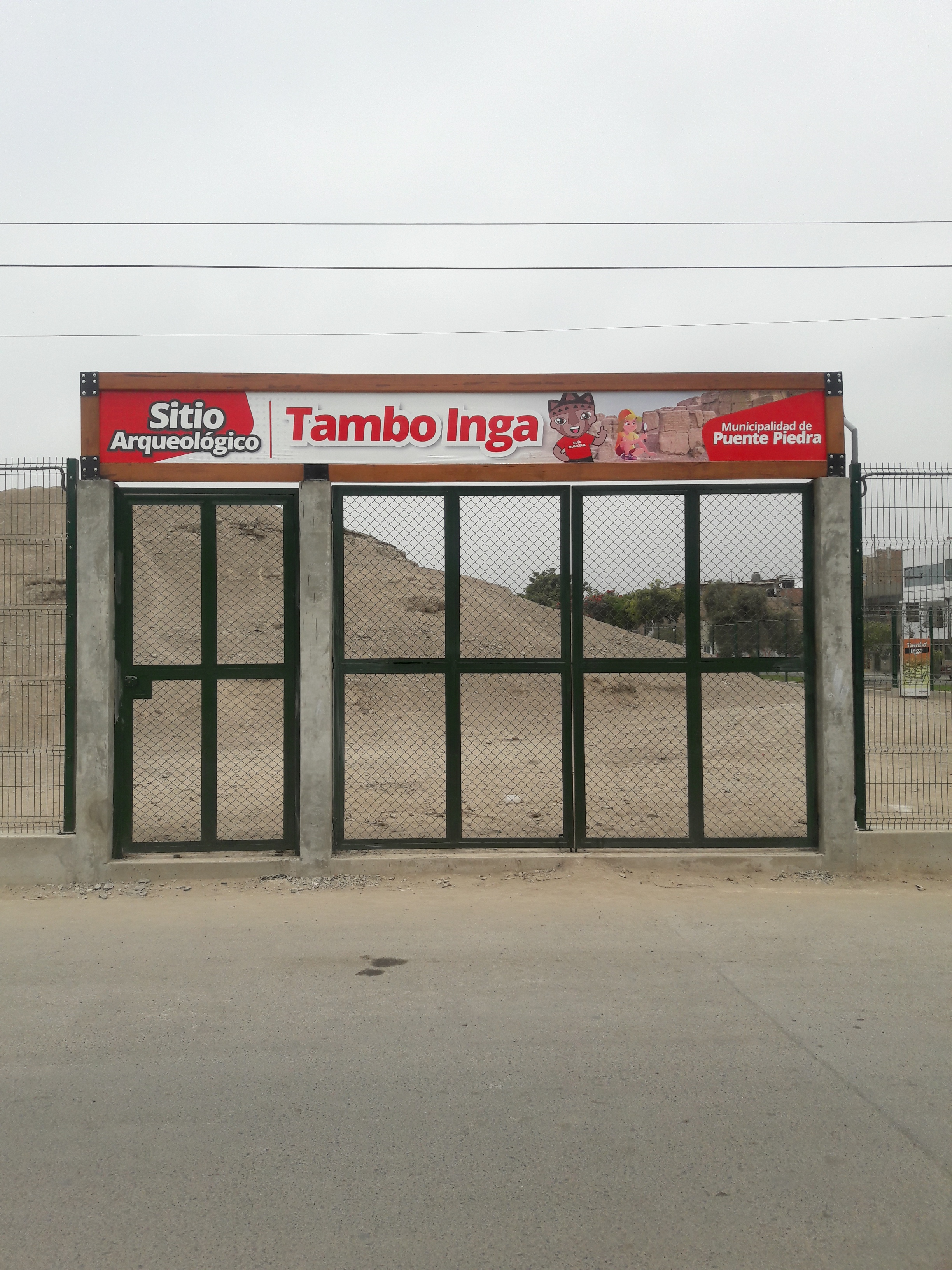

El complejo arqueológico Tambo Inga se encuentra ubicado en la urbanización San Remo, a 3 cuadras del paradero “Establo”, en el kilómetro 27.5 de la Panamericana Norte, en el distrito de Puente Piedra, ciudad de Lima. Conforme a las coordenadas UTM, está localizado en el área 11°53′24″ S, 77°4′22″ W, a una altitud promedio sobre el nivel del mar de 159 m de la Costa Central peruana.
Una de las entradas principales al sitio arqueológico se sitúa al frente de la avenida San Remo, el cual tiene acceso público a través de la solicitud de pedido en la Municipalidad del respectivo distrito o mediante su página de Facebook. Se pueden programar visitas guiadas para una mayor satisfacción cultural.
Ubicado en la intersección de dos importantes caminos, el camino de la Costa y el camino que trepaba hacia las serranías de Canta. Esta gran estructura está constituida sobre promontorios naturales con adobones, tapiales, piedras y también paredes de barro enlucido con el color amarillo y rojo. También presentan muros de tapia que pueden llegar a medir hasta 5 metros de altura.

## Material arquitectónico

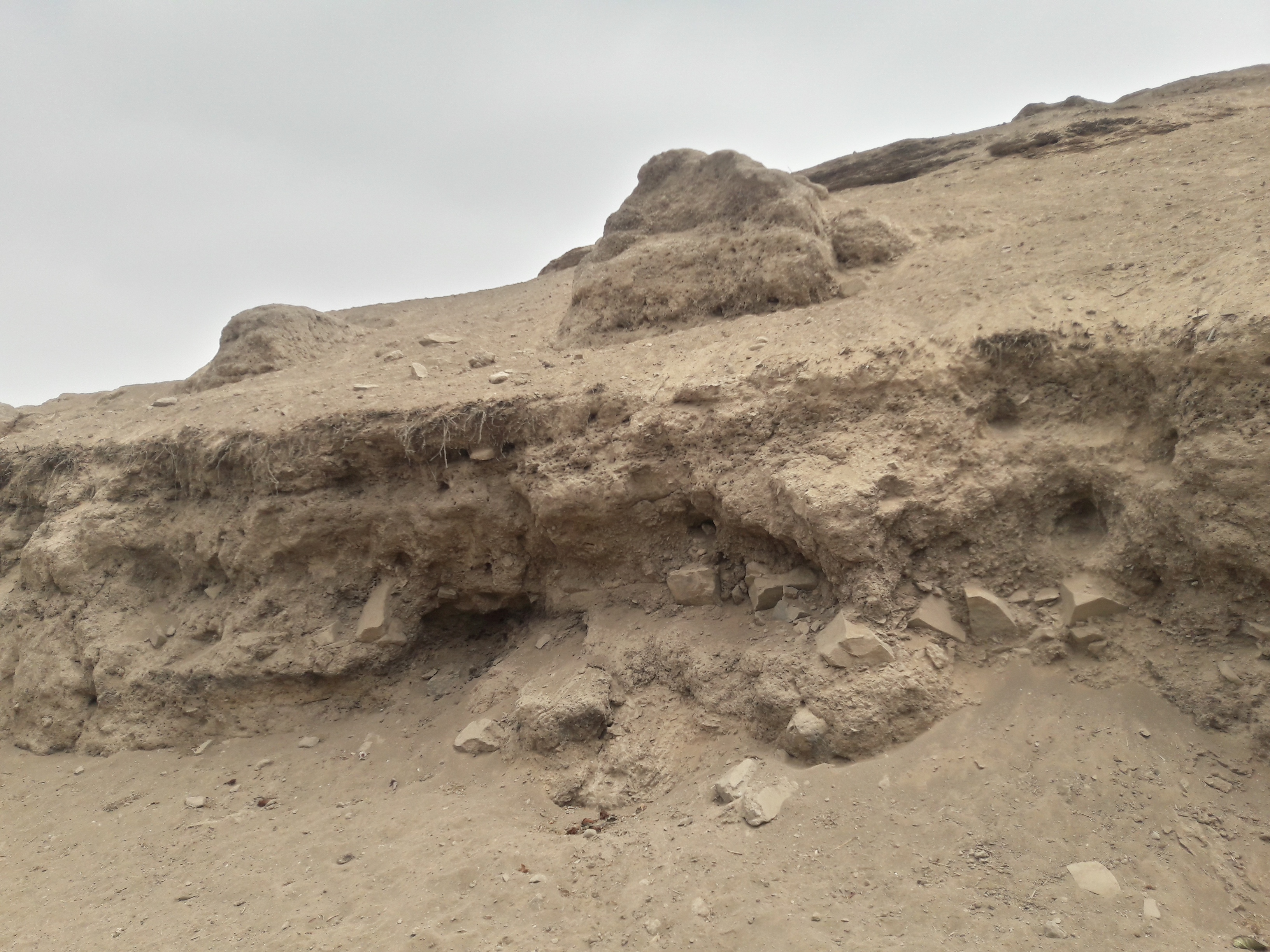

La huaca Tambo Inga presenta un arquetipo arquitectónico relacionado con la zona local, el cual tiene incorporado piezas como partes tradicionales de la cultura inca; ello se expone en las edificaciones hechas con adobe o adobito, de formas paralelepípedas en múltiples dimensiones. El principal material de construcción es la tierra en forma de muros y de complemento las rocas que tienen origen del afloramiento rocoso, en el que se encuentra establecido el complejo Tambo Inga. Asimismo, no solo muestra formas paralelepípedas, sino también paralelas; por otro lado, es inusual en las tapias.

## Influencia del Imperio incaico
Tambo Inga presenta antecedentes históricos muy limitados, necesariamente, en fuentes secundarias; sin embargo, en el aspecto arquitectónico, tiene muchas investigaciones. La influencia del complejo arquitectónico proviene de la cultura inca, mediante la etnohistoria. Según las evidencias que descubrió la historiadora María Rostworowski, se destaca una organización territorial en el área inferior del río Chillón en el transcurso del período Intermedio Tardío, donde se presentó el auge del Señorío Collique, y las modificaciones que hubo en el Horizonte Tardío. Este Señorío tuvo una expansión geográfica desde el mar hasta una zona llamada Chuquicoto, el valle medio del río Chillón. No obstante, pasaron cambios muy drásticos en el señorío Collique por la presencia del Imperio incaico; y es así como se da una nueva organización de tierras que ocupaban en los valles y la lamentable pérdida de su poder sociopolítico.

## Importancia
La importancia de Tambo inga reside en la ubicación dentro del territorio norte para los incas, por su ubicación estratégica, fue de mucha utilidad en tiempos prehispánicos. Este conjunto de edificios debió ser el centro administrativo de los hunos de Carabayllo. Dentro de su vasto complejo, sin duda había lugar para que los gobernadores y funcionarios incas administraran justicia y buen gobierno, y para que los residentes locales hicieran pagos. Su tributo es permitir a los viajeros, especialmente funcionarios y tropas imperiales, encontrar descanso y alimento, y lo más importante, capturar y almacenar los vastos recursos que esta región ha aportado a los almacenes del Tahuantinsuyo. El recinto arqueológico Tambo Inga, funcionó como principal centro residencial y administrativo tanto de viviendas como de almacenaje usado por los Incas, también servia como centro de elaboración de tejidos, donde el algodón aquí como materia prima va a ser muy importante, También es su importancia radica por su cercanía al río Chillón, Hay muchas teorías respecto a la construcción en este sitio arqueológico, como por ejemplo que antes de los Incas ya existía estas construcciones elaborada por otras culturas anteriores, Según el arquitecto Agurto Calvo: "Tambo Inga en esos tiempos fue la sede administrativa del llamado Huno de Carabayllo y que en sus amplias instalaciones los gobernantes y funcionarios incas recibían los tributos de los pobladores de la región y sirvió de morada para los viajeros, comitivas oficiales y ejércitos imperiales; pero especialmente para almacenar grandes cantidades de recursos que la región aportaba al tahuantisuyo" Para comprender la relevancia de Tambo Inga, es importante retroceder mínimo 5 siglos. Este lugar se edificó entre los años 1475 y 1480, cuando el Inca Túpac Yupanqui era gobernante. Alberto Bueno Mendoza arqueólogo y profesor de la Universidad Nacional Mayor de San Marcos, manifiesta que el control se daba desde el centro del Tahuantisuyo, donde de este lugar se manejaba en el valle del río Chillón la agricultura y las pescas que se daban en el mar de Ancón; el control se dio en el centro del Tahuantinsuyo, donde se administró la agricultura del valle del río Chillón y también se controló la pesca en el mar de Ancón. Aún sigue enterrada una valiosa información sobre el antecedente imperial en Lima. Pero, la huaca no puede ser estudiada en su totalidad, ya que para eso se necesita una costosa inversión de unos S / 4 millones.
Se dice que fue uno de los centro norteños de intercambio y/o descanso que tuvieron los incas, dentro de sus caminos.

## Sectores del recinto arquitectónico
Dividido en tres sectores: sector l que es la zona arqueológica donde se encuentran las edificaciones, sector ll se ubica la explanada que es un poco libre y el sector 3 que está constituido por dos promontorios o elevaciones de tierras.. Durante las excavaciones realizadas en el 2017 en el sector lll. Por otro lado es considerada como una construcción arquitectónica militar toda estructura de elementos están sobre la base de un sistema defensivo que ha sido planeado para soportar y resistir ataques o posibles invasiones que se podrían dar en esos tiempos, es como también de esa manera se desarrollaron las estrategias para un mejor desarrollo del lugar. Según Váscones (2007) citando al General De la Barra (1962), una de las principlales características de corte defensivo es gracias a la unión e integración de sistema bien organizado, el trazado y majestuosidad de las construcciones, las magníficas edificaciones megalíticas de las construcciones, una ubicación elevada, la perduración y consisten que se da a través del tiempo, el escalonamiento en la profundidad, amurallamiento para la defensa, muro defensivo, caminos epimurales que sirvieron para una mejor articulación de varios sectores del lugar. Según Váscones (2007),

## Textilería
El poblador andino utilizó diferentes tipos de vestimenta donde se resalta el uso de unkus, mantos, fajas, gorros, entre otros. El avance tecnológico comprende una larga cadena productiva del tejido, como sabemos se inicia con la etapa de recolección, cultivo y producción de las materias primas, que serán pieza fundamental en la textilería, como es el caso del algodón, las fibras vegetales, cabellos de humanos, plumas, pelo de camélidos, entre otros. Muestra de todo lo mencionado anteriormente podemos ejemplificar, que durante las excavaciones realizadas en el 2017 en el sector lll, se logró identificar toda clase de artefactos de tejidos como: husos textiles, piruros, fibras de algodón y tejidos , donde con toda estas evidencias encontradas se podría catalogar a Tanbo Inga como un sitio de producción textil.

## Presencia de Cuchimilcos
En este sitio arqueológico y gran parte de Puente Piedra tienen una historia ancestral debajo de sus casas. Mientras se realizaba una excavación para insertar tuberías de gas en Puente Piedra, fueron encontrados dos Cuchimilcos, figurilla prehispánica, la cual fue utilizada para ritos fúnebres. Cecilia Camargo, encabeza el área de arqueología de la empresa Cálidda, indicó al diario periodístico El Comercio que en aquel lugar en épocas antiguas había sido un lugar de entierros de pobladores, las cuales vivían cercanos al lugar. “Hemos encontrado más de 101 vasijas de corte ceremoniales, platos, cantaros, platos, copas y justamente estos cuchimilcos, las cuales éstos son los primeros que encuentran”, detalló. La mayoría de tumbas halladas corresponden a niños. Imagen que fue representativo también del distrito de Puente Piedra. Mayormente pertenecientes en la Cultura Chacay, ello no quiere decir que sea propio del ese lugar, sino que se han encontrado en diferentes culturas. En Tambo Inga fueron encontrados en representación de la figura masculina y femenina y que se les halló en los restos funerarios encontrados, lo particular de ello es que se les encontró a los cuchimilcos con las manos hacia arriba, algunos arqueólogos consideran que puede haber una representación de alguna danza, rito ceremonial, etc. Ya que no hay algún tipo de evidencia oral o escrita no se tiene la seguridad exacta, es así donde simplemente se dan teorías respecto al tema.
Esta figurilla, fue la imagen representativa de uno de los eventos más importantes que se dio en nuestro país y que fue reconocido a nivel mundial, los juegos Panamericanos del 2019, fue la mascota representativa; sin embargo, son muy pocos los peruanos que conocen de la trascendencia de este hallazgo.

## Proyectos de investigación
Durante 2017, el proyecto de investigación arqueológica de Tambo Inga, a cargo de la arqueóloga Luisa Diaz Arriola, realizó una serie de excavaciones arqueológicas en diferentes partes del lugar, evidenciando el gran potencial arqueológico del monumento y se pudo corroborar que el sitio arqueológico no solo fue un Tambo, sino que abarcaba otras funciones como centro administrativo, con espacios de residencia, almacenamiento de productos y ambientes dedicados a la elaboración de tejidos y cerámicas, todo ello durante la etapa de nuestros antepasados Inca. También se ejecutó el primer Proyecto de Investigación Arqueológica con excavaciones en el asentamiento, situando cronológicamente su ocupación principal en el Horizonte Tardío, pero con presencia de ocupaciones post Inca y proponiendo el carácter funcional de centro administrativo local menor. Como producto de las excavaciones realizadas por Díaz, se logró recuperar material arqueológico de los diversos sectores del asentamiento, entre los cuales destacó en el sector II de Tambo Inga la acumulación de abundante material malacológico y óseo animal en asociación con cerámica diagnóstica envueltos en una matriz de color marrón grisáceo con ceniza. Para lo cual Díaz (2017, pág. 115) infiere tentativamente- basándose en la estratigrafía de la excavación y no en el análisis de los materiales en sí mismos- la posibilidad de realización de festines durante la época Inca en esta área.
Se hallaron tres fardos funerarios de la época inca que contenían a personas envueltas con vasijas, telas y collares luego que se hacían trabajos de excavación, iniciado en el 2023, a cargo de la arqueóloga Roxana Gómez del proyecto de investigación.

## Amenazas
Una de las principales amenazas que aqueja a Tambo Inga, es su ubicación muy próxima a las viviendas locales, además las pistas, y automóviles que trascurren muy cerca de él. Por otro lado, la huaca, tampoco se encuentra del todo cercada, por lo que malhechores y delincuentes, suelen meterse a la huaca, y ensuciarla. Otro punto importante es que a pesar de los servicios de mantenimiento con los que cuenta la huaca, esta carece de la vigilancia del serenazgo o alguna autoridad que pueda restringir el ingreso, a aquellos que incluso no solo dejan basura sino hacen grafitis en el lugar arqueológico, dañando parte de nuestro patrimonio.  La Huaca Tambo Inga está siendo cercada perimetralmente hoy en día, por la gestión municipal del distrito de Puente Piedra, para evitar que malos ciudadanos sigan arrojando basura o transiten por los suelos de este patrimonio ya sea a pie o con unidades móviles, incluso algunos llevan a sus mascotas para utilizarlo como depósito de sus necesidades . Pero eso no ha detenido que se siga vulnerando el sitio arqueológico, ya que la presencia de seguridad o sereneazco en el lugar es muy escasa, sumado a ello las invasiones que se dieron en el lugar, hizo que los puquios naturales sean modificados y extinguidos por completo y en su lugar ahora encontremos casas o edificios construidos. Símbolo del abandono de las autoridades por muchos años, ahora vemos las construcciones destruidas, agujeros y excavaciones que se dieron clandestinamente, paredes rayadas o con pintadas.

## Importancia de su ubicación geográfica
Es importante resaltar la relevancia que tiene la ubicación de Tambo Inga, y el por qué nuestros antepasados decidieron construirla ahí.  Como ya se ha mencionado líneas arriba, esta está ubicada muy cerca al río Chillón, del cual pendían acceder también al valle del mismo, obteniendo así los bastos recursos de la agricultura, por otra lado también estuvieron cerca a las playas de ancón, de las cuales podían abastecerse de mariscos y peces.
Asimismo, referimos la importancia del porque se establecieron en ese lugar, lugar estratégico, ya que se ecintraban cerca del valle, el ubicarse cerca de estos centros hidráulicos son estrategias de la mayoría de nuestras civilizaciones pasadas, ya que desea esa manera podían tener el control de este elemento tan importante, recordando que era la agricultura su actividad más importante.

## Cronología
La huaca Tambo Inga es un monumento arqueológico prehispánico, construido durante el imperio incaico, en los años 1475 del gobierno de Túpac Yupanqui. Fue declarado en el año 2007, como Patrimonio Cultural de la Nación, según la Constitución Política del Perú (artículo 21, Ley N°28296).

## Estado actual de Tambo Inga

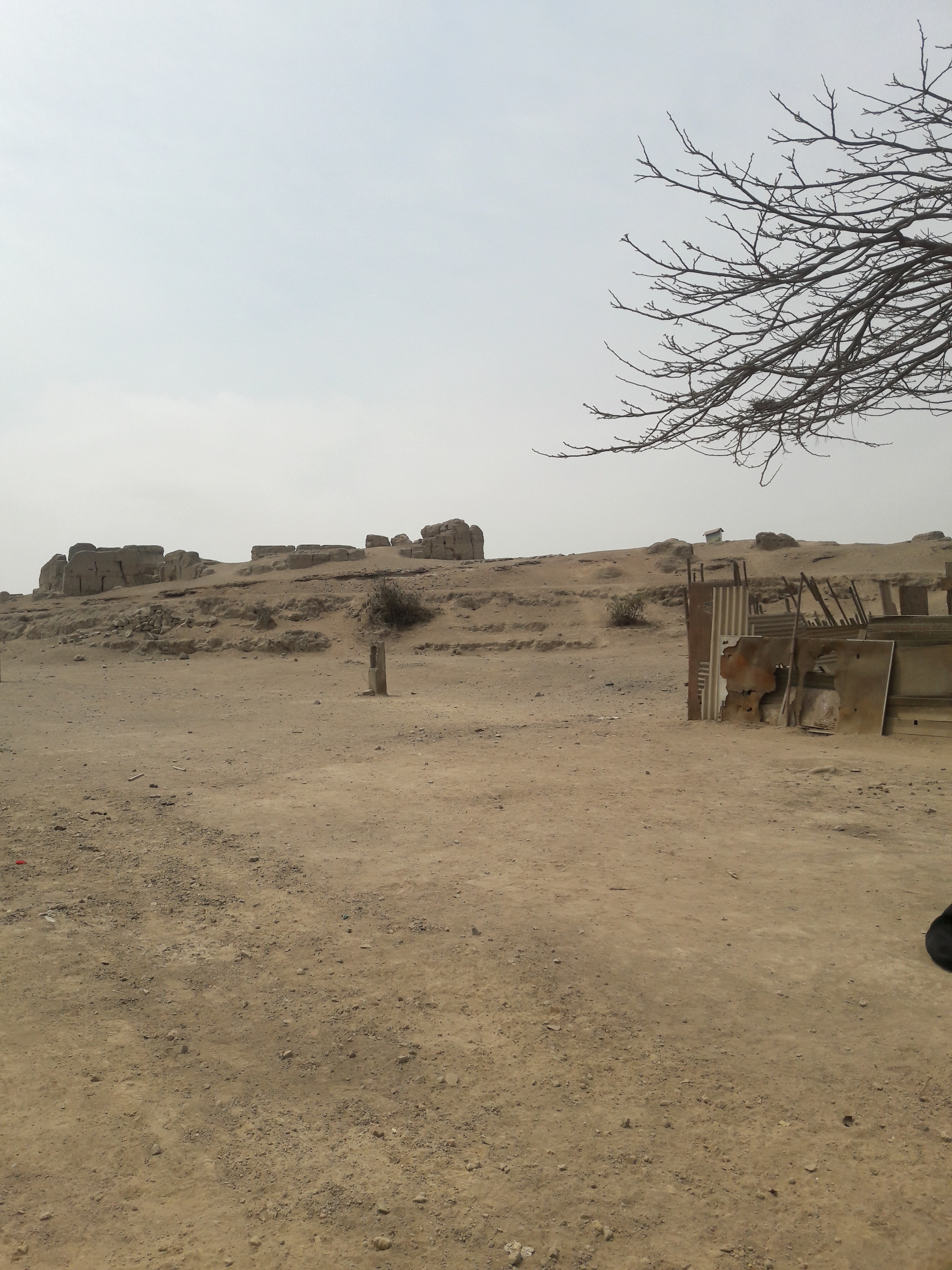
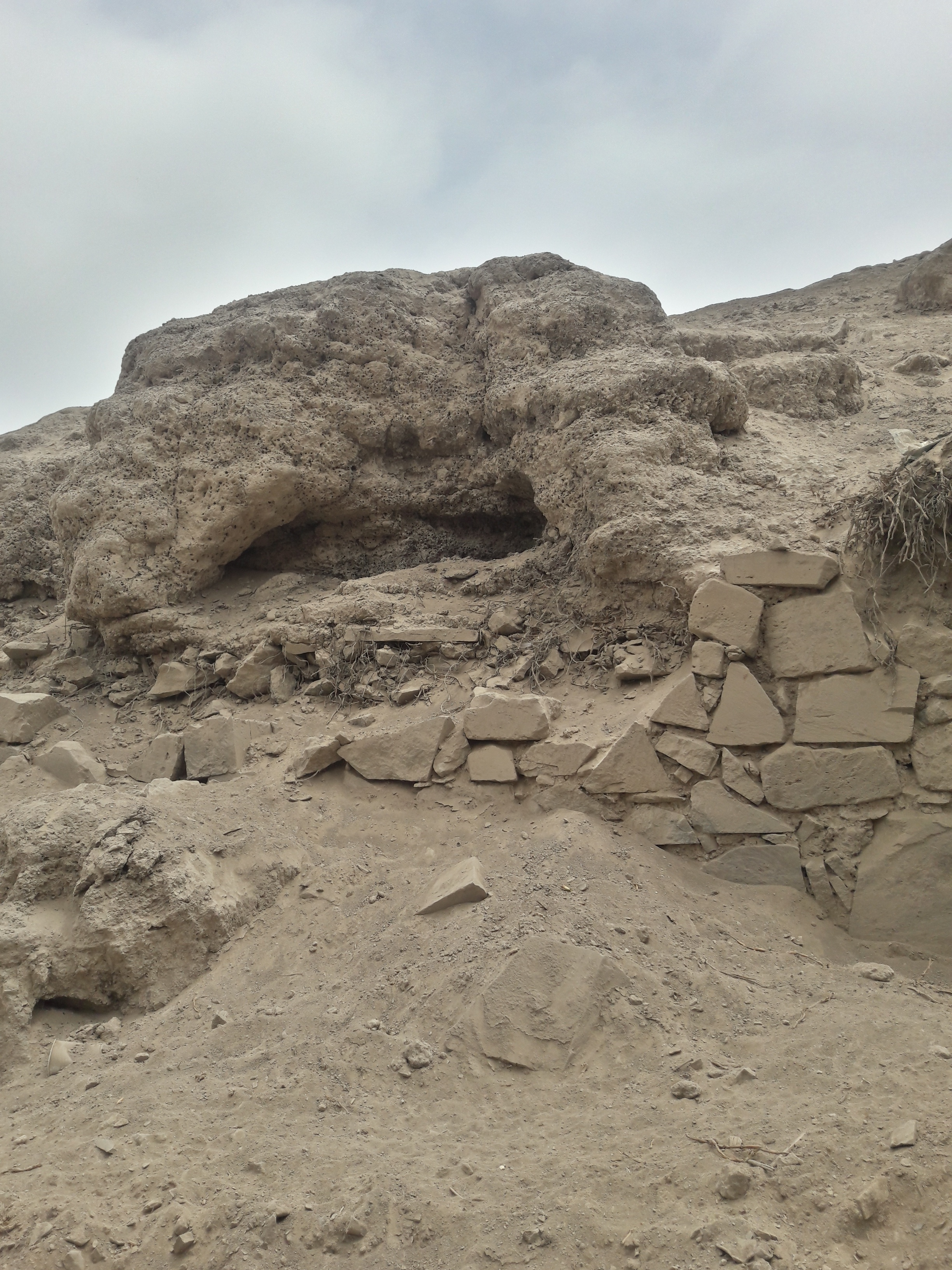
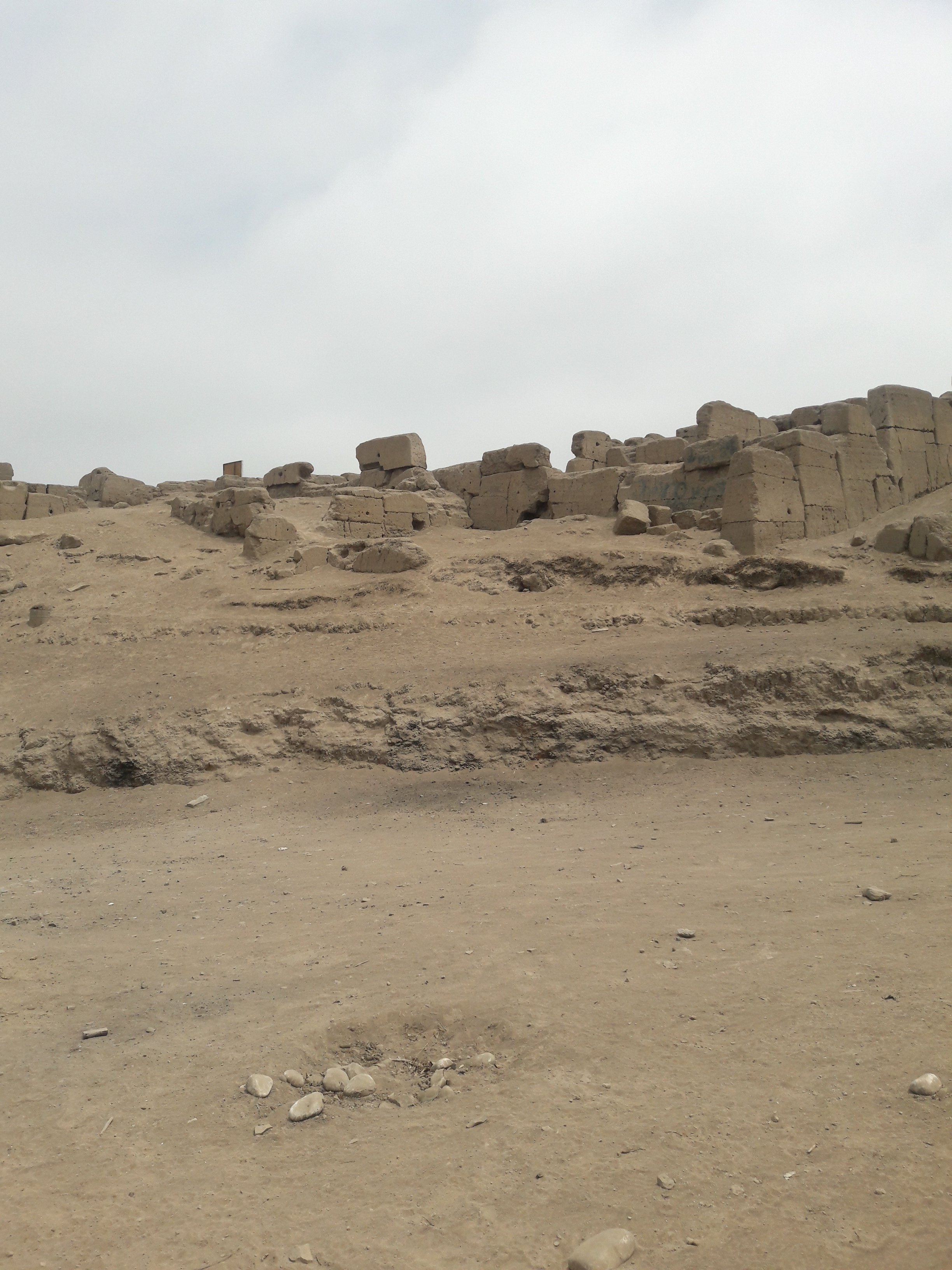
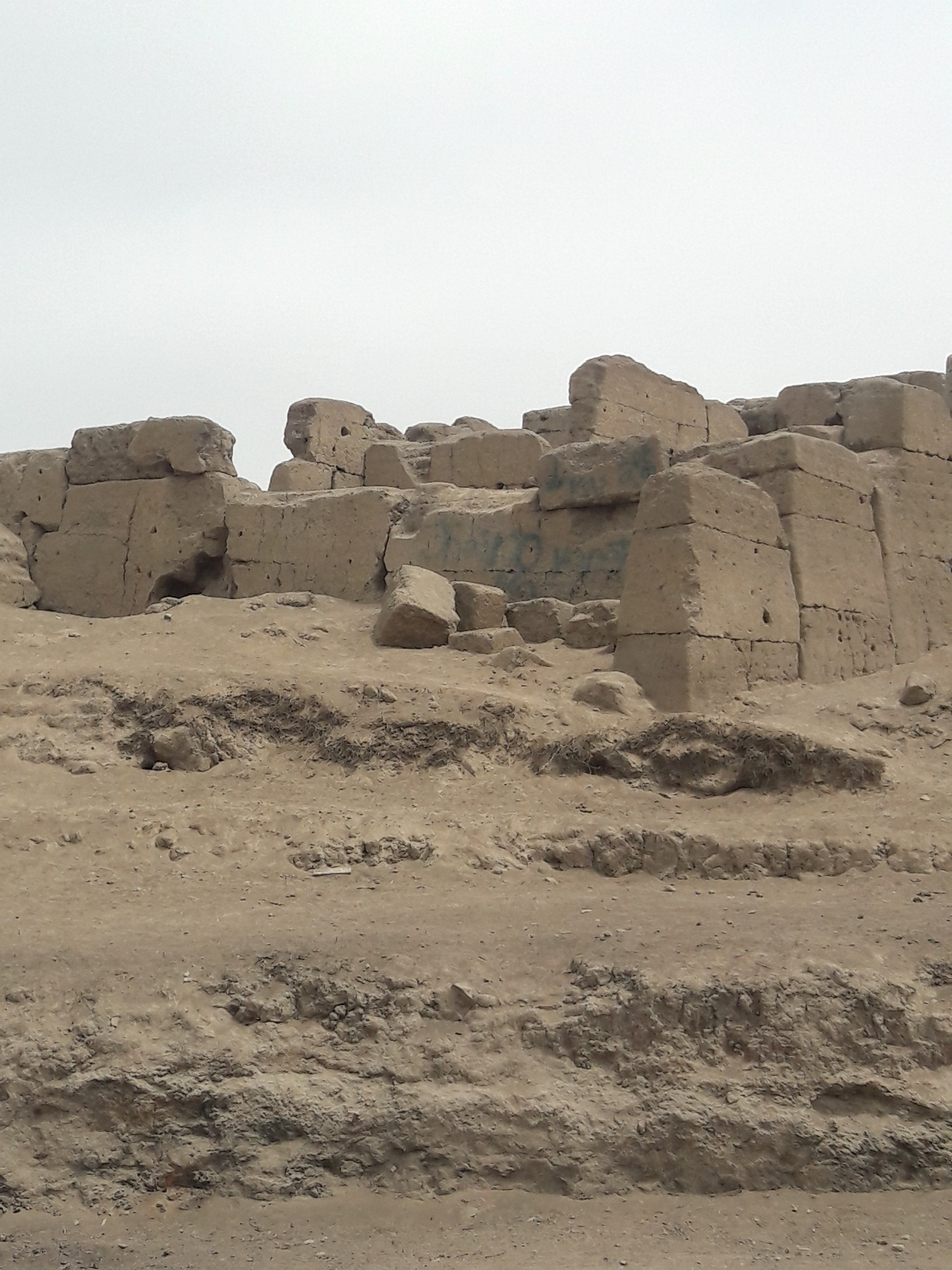
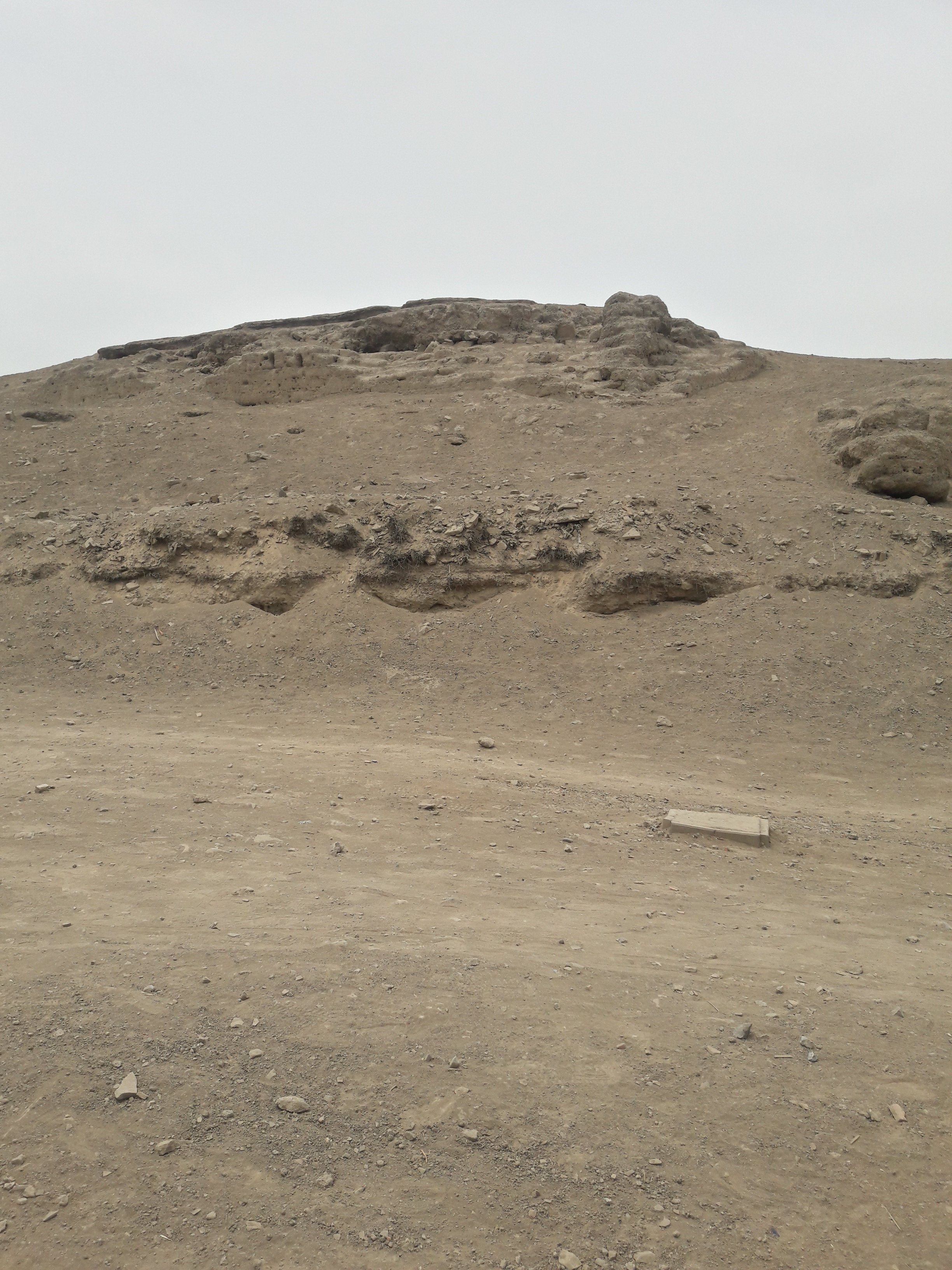
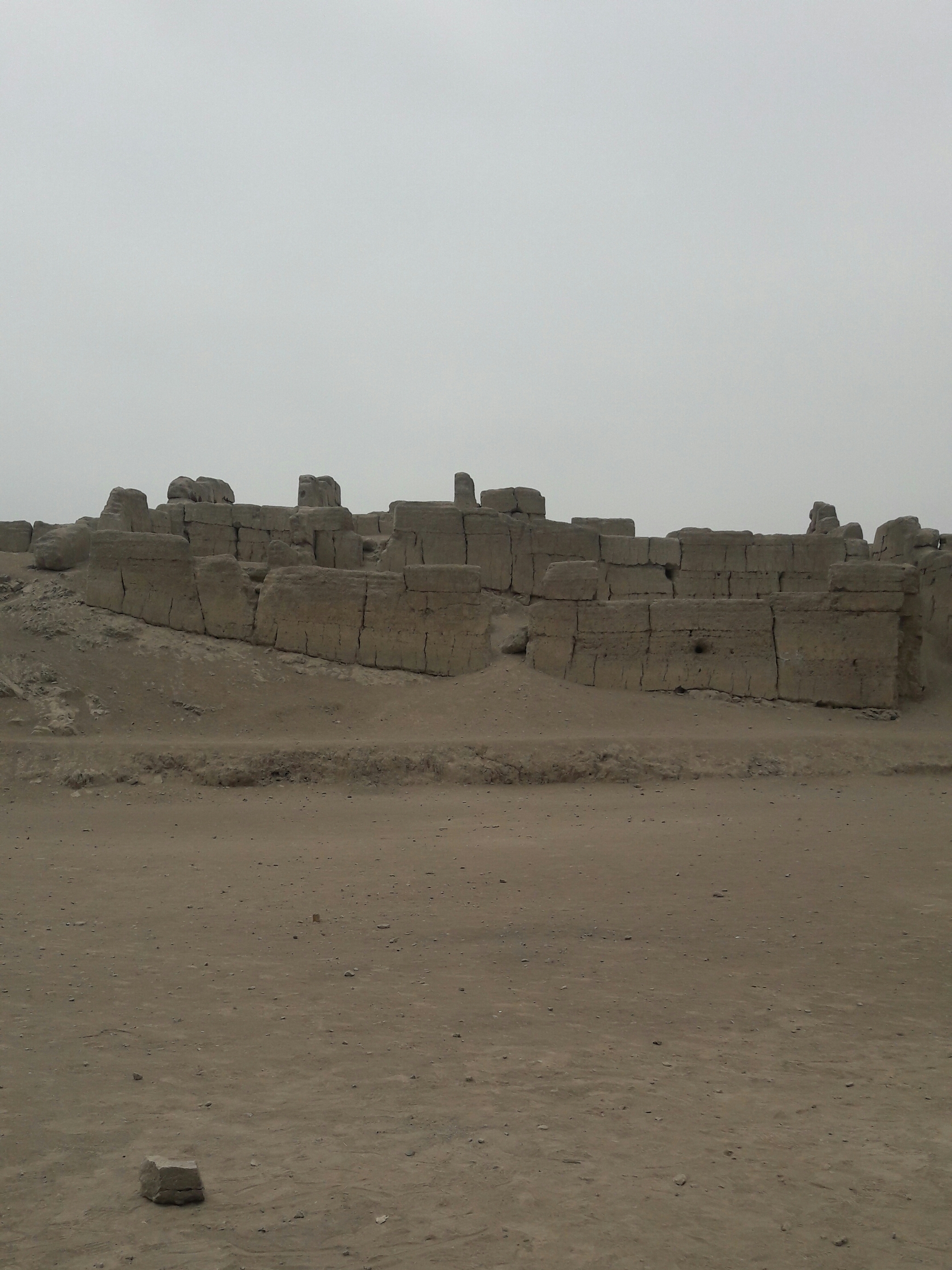
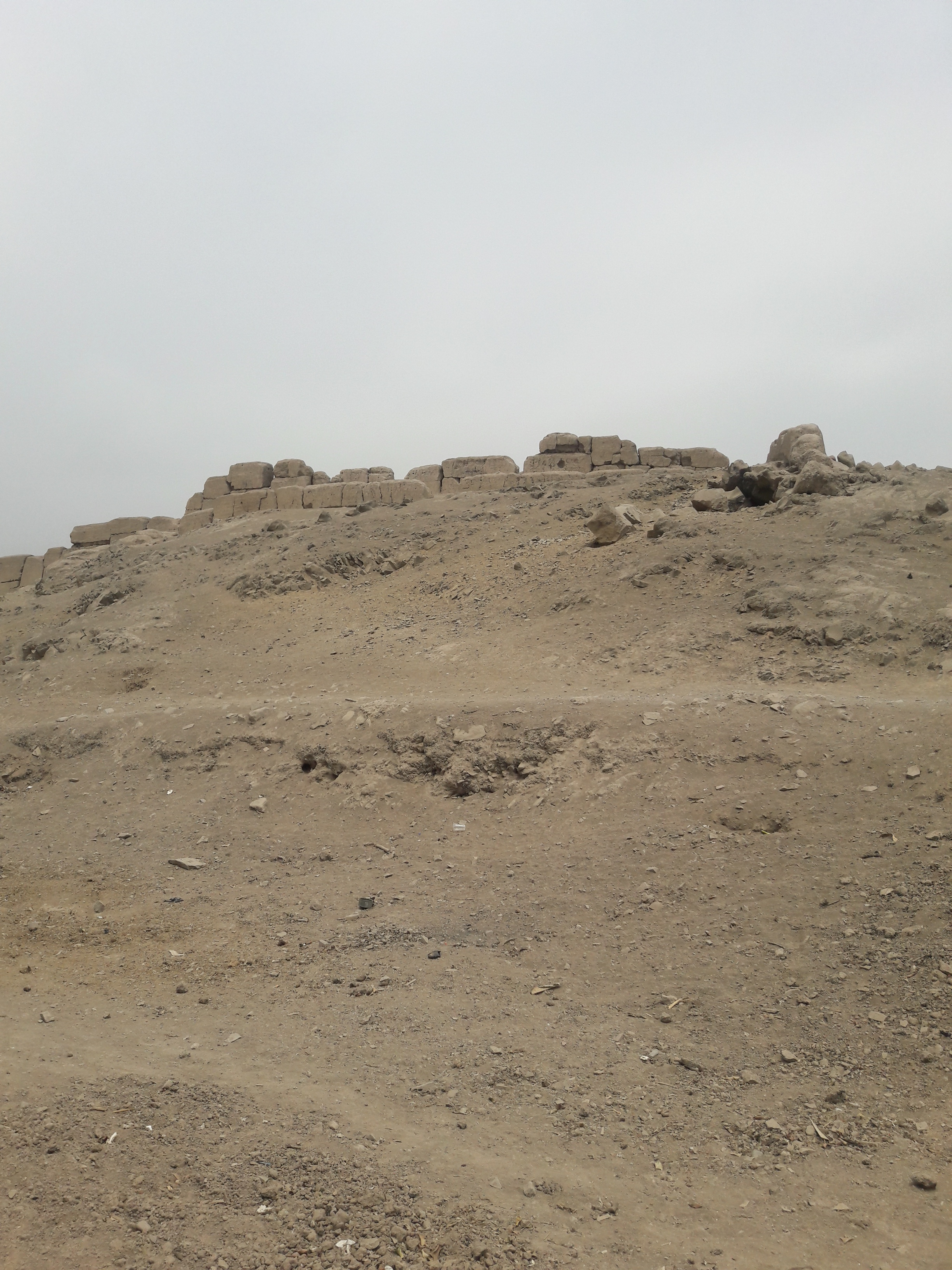
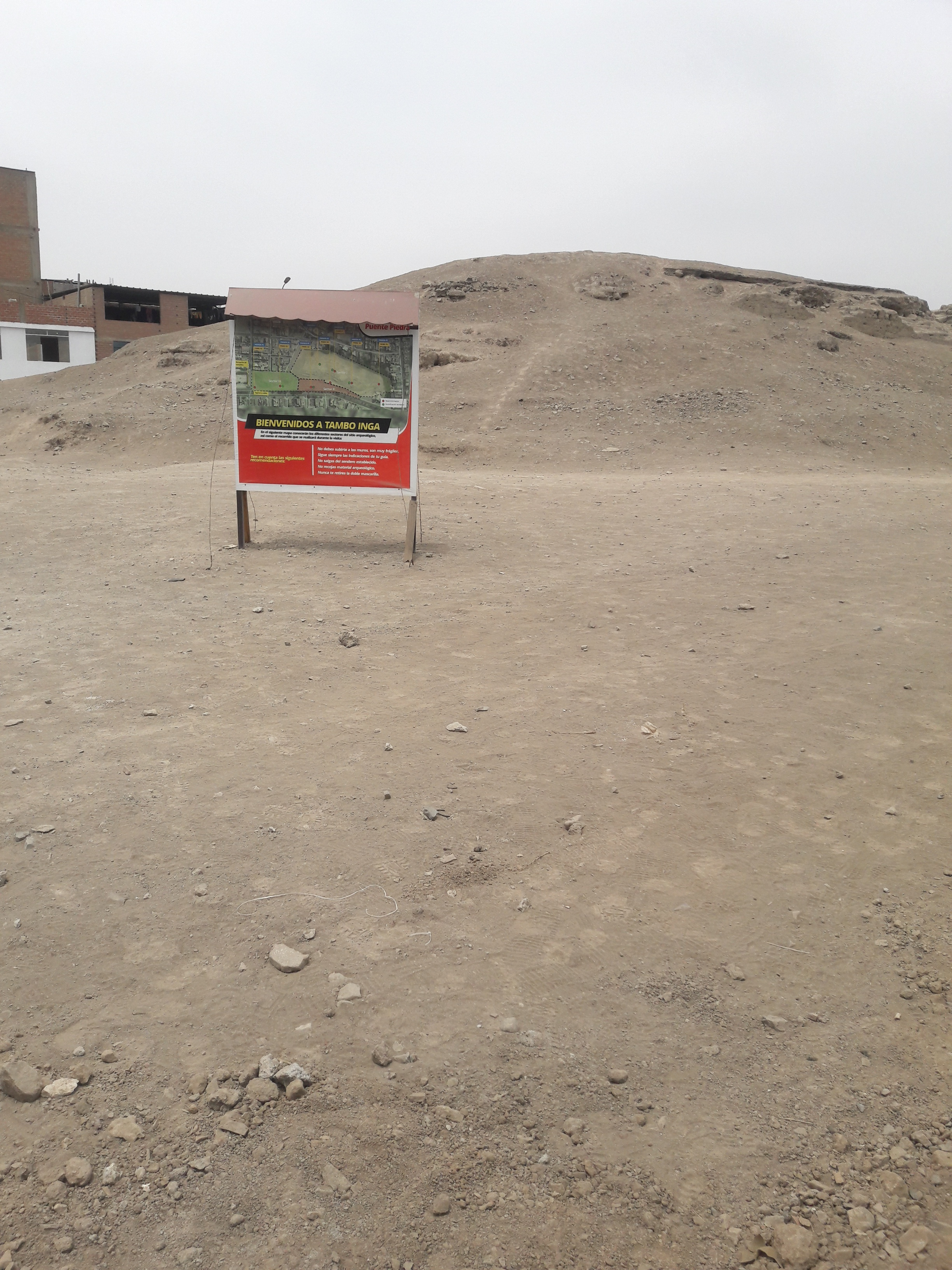